# 牛頓維爾 (新澤西州)
牛頓維爾（英語：Newtonville）是位於美國新澤西州大西洋縣的普查規定居民點。

## 人口
根據2020年美國人口普查的數據，牛頓維爾的面積為8.19平方千米，皆為陸地。當地共有人口742人，而人口密度為每平方千米90.6人。